# Jacopo Celega
Jacopo Celega (fallecido antes de 30 de marzo de 1386) fue un arquitecto Italiano del siglo XIV. Poco se sabe de la biografía de Calegna, pero algunas de sus obras siguen existiendo hoy en día. 
Hacia 1330 se hizo cargo de la construcción de la Basílica de Santa María dei Frari, en Venecia, –normalmente conocida como Frari– trabajo que fue terminado por su hijo Pier Paolo en 1396.